# Ентеза
Ентеза (од старогрчке речи - ενθεσις– enthesis - убацивање уметање. припој)  је анатомска јединица која представља место спајања скелетних мишића и лигамената за кост. Влакна тетива или лигамента на свом крају пролазе кроз хрскавицу и настављају се, односно прелазе директно у коштане ламеле. Хрскавица и кост ентезе притиснуте су једна уз другу у облику папила. Оваква структура ентезе, без периоста, омогућава јој да буде високо еластична и чврста. Ентеза је богато снабдевена јако осетљивим нервима.  

## Хистологија
У хистологији се описују две врсте ентеза: влакнасте (фиброзне) и фиброхрскавичне. 

### Влакнаста (фиброзна) ентеза
У фиброзној ентези, колагенска влакна која се састоје од лигамента или тетиве везују се директно за периостеум или кортекс кости. Обично су повезане са кратким тетивама (нпр. припој великог седалног мишића на бутну кост)1 . Ово се обично дешава дуж релативно широке површине коштане осовине.

### Фиброхрскавична ентеза
Фиброхрскавична ентеза представља сложенији спој између тетиве и кости. Обично се јавља на местима где се тетива убацује у део кости без периоста, нпр. епифиза. Фиброхрскавична ентеза kласично су подељени у четири зоне.
| Зоне                                     | Крактеристике                                                 |
| ---------------------------------------- | ------------------------------------------------------------- |
| Kолаген зона                             | Ова зона потиче од тетива или друге структуре меког ткива     |
| Некалцификована фиброкартилагинозна зона | Ова зона је променљиве дебљине у којој преовлађују хондроцити |
| Калцификована фиброкартилагинозна зона   | Ова зона је нагли прелаз („жиг осеке“ или „плава линија“)     |
| Зона субхондралне кости                  |                                                               |

Сматра се да зонална организација доводи до смањеног стреса на месту припоја.  

## Патологија
Ентезопатија
Ентезопатија је општи термин који се односи на поремећај који утиче на место везивања тетива, лигамената или другог меког ткива за кост. 
Ентезитис
Ентезитис је запаљенско стање које узрокује ентезопатију. Ентезитис може бити резултат понављајућег механичког стреса или генерализованог инфламаторног стања. Ентезитис је повезан са ХЛА-Б27 инфламаторним артритисима као што су анкилозни спондилитис, псоријатични артритис и реактивни артритис, као и јувенилни идиопатски артритис код деце.
Ентезофит
Ентезофит је коштана пројекција на ентези која настаје као одговор на ентезопатију. То су коштане пролиферације (мамузе) које се развијају на ентези, односно на месту  везивањалигамента, тетиве или зглобне капсуле за кост. Они су оријентисани дуж правца повлачења и развијају се као одговор на понављајући механички стрес или генерализованије инфламаторно стање. Могу се заменити са остеофитима који се чешће виђају код пацијената који имају бројне или велике остеофите (створају кости).

## Друштво и култура
Ентезе се доста описују у области биоархеологије где се присуство аномалија на овим локацијама, које се називају ентезијске промене , користи да се закључи постојање понављајућих оптерећење за проучавање поделе рада у прошлим популацијама.
У о ој области предложено је неколико различитих метода снимања да би се забележиле различите промене које се виде на овим локацијама.  Истраживања су показала да, без обзира на то који метод снимања се користи, промене ентеза се чешће јављају код старијих особа. Истраживања показују и да се болести, као што су анкилозантни спондилитис и калцификациони тендинитис ,  такође морају узети у обзир. Експерименталне студије су показале како историја оптерећења (физичка активност) може повећати релативну величину места везивања мишића.